# Phanerotoma formosana
Phanerotoma formosana är en stekelart som beskrevs av Sievert Allen Rohwer 1934. Phanerotoma formosana ingår i släktet Phanerotoma och familjen bracksteklar. Inga underarter finns listade i Catalogue of Life.